# Ани Холдман
Ани Холдман (  рођ. Вирт; Хамбург, 28. јануар 1900 — Хамбург, 2. новембар 1960) била је немачка атлетичарка, чија је специјалност била трка на 100 метара.

## Биографија
На Првенству Немачке 1928. освојила је сребрну медаљу у трци на 100 метара.
Била је члан немачке делегације на Олимпијским играма 1928. у Амстердаму, када су жене први пут учествовале у атлетским такмичењима на олимпијским играма. Такмичила се у дисциплинама трчања на 100 м и штафети 4 х 100 метара.
У предтакмичењу трке на 100 метара победила је у првој квалификационој групи и поставила олимпијски рекорд са 13,0, али је у полуфиналу опет у првој групи била је четврта и није успела да се пласира у финале. Штафета у саставу Роза Келнер, Лени Шмит, Ани Холдман и Хелене Јункер освојила је бронзану медаљу (49,0) иза победничке штафете Канаде која је резултатом 48,4 поставила светски и олимпијски рекорд и другопласиране штафете САД (48,8).